# Lakeside Leisure Complex
Het Lakeside Leisure Complex (voorheen: Lakeside Country Club) is een hotel, amusements- en ontspanningscentrum in Frimley Green bij Camberley in Surrey. Het complex is vooral bekend omdat daar jarenlang het BDO World Darts Championship werd gespeeld, dat door de British Darts Organisation (BDO) werd georganiseerd. Dit was een jaarlijks terugkerend dartstoernooi en werd gezien als het officieuze wereldkampioenschap bij de BDO.
Het complex werd in 1972 gesticht toen Bob Potter het Wharfendon-huis kocht met daarbij de bijbehorende grond en het meer. Lakeside was tussen 1986 en 2019 de locatie voor het BDO World Darts Championship en vanaf 2004 sponsorde men het toernooi ook. Het complex wordt ook gebruikt voor conferenties, feesten en partijen en kan ongeveer duizend personen herbergen.
Van 2 tot en met 10 april 2022 werd de eerste editie van het WDF World Darts Championship gehouden in het Lakeside Leisure Complex. Dit toernooi is de opvolger van het hierboven genoemde dartstoernooi. In mei 2022 vond de eerste editie van de World Seniors Darts Masters plaats in het Lakeside Leisure Complex.